# 茶谷健太
茶谷 健太（ちゃたに けんた、1998年1月16日 - ）は、神奈川県茅ヶ崎市出身のプロ野球選手（内野手）。右投右打。千葉ロッテマリーンズ所属。

## 経歴

### プロ入り前
茅ケ崎市立浜須賀小学校から「三ヶ丘スポーツ少年団」で軟式野球を始め、茅ケ崎市立浜須賀中学校では投手として「緑中央シニア（現・横浜青葉シニア）」に所属。
帝京第三高等学校では、1年から控えとしてベンチ入りし、3年春には4番エースになったが、春季山梨大会ベスト4が最高で、第97回全国高等学校野球選手権山梨大会では、準々決勝で甲府城西高等学校に4対2で敗れ、甲子園出場はなかった。9月にプロ志望届を提出した。1学年下には水上由伸がいる。
2015年10月22日に行われたドラフト会議では、福岡ソフトバンクホークスから4位指名を受け、11月21日に契約金4000万円、年俸500万円で入団した。背番号は55。

### ソフトバンク時代

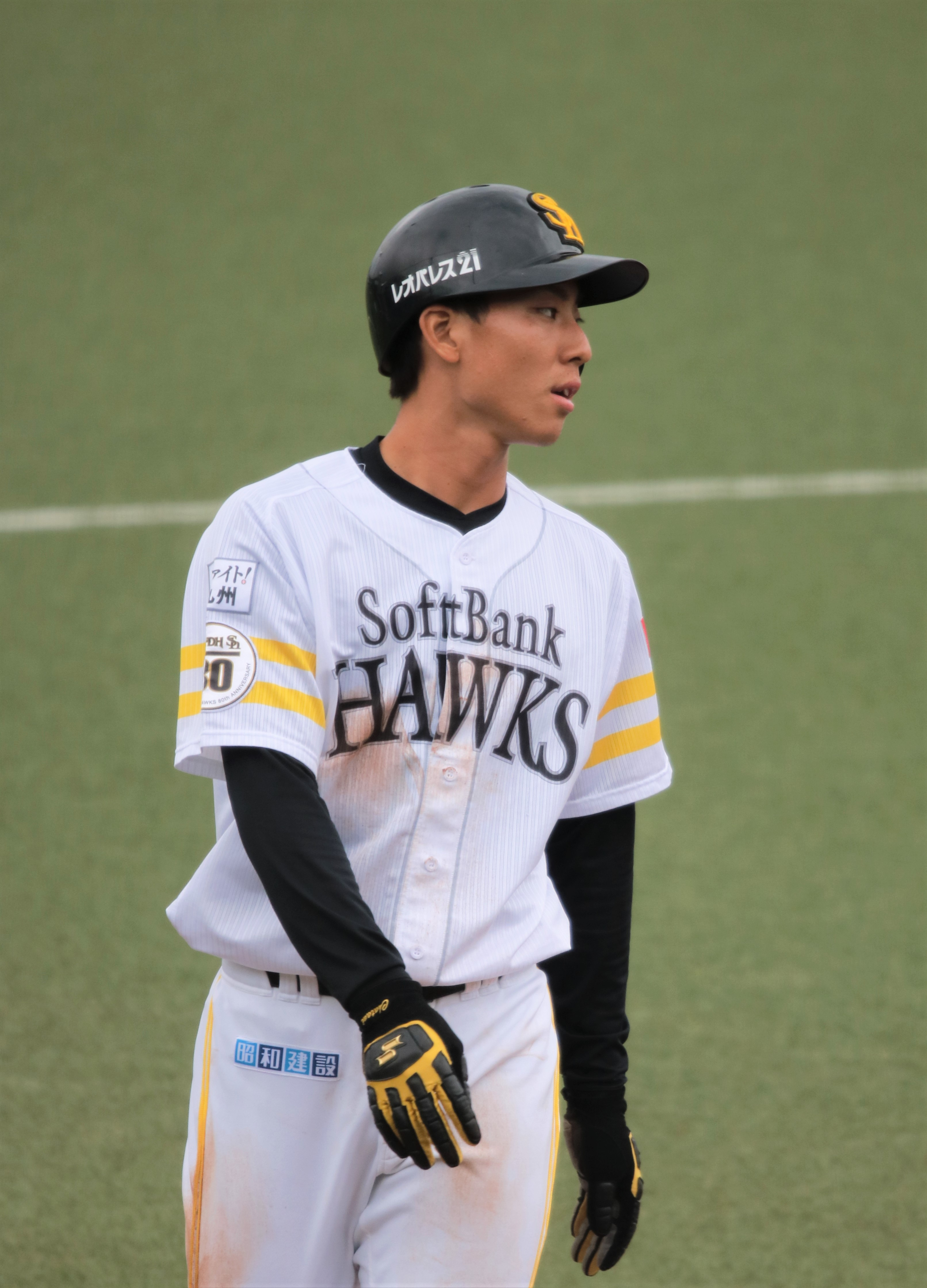
ソフトバンク時代
（2018年6月6日 タマホームスタジアム筑後）

2016年は、キャンプ前に内野手に転向。二軍公式戦において5試合に出場し、三軍戦では77試合に出場、打率.204の成績を残す。
2017年、3月18日に行われたウエスタン・リーグ、対阪神タイガース戦において、「8番・三塁手」で先発出場、6回に適時二塁打を放ち、二軍公式戦初打点を挙げる。二軍公式戦には66試合に出場し、1本塁打、18打点、打率.247を記録。一軍最終戦となった10月8日の対東北楽天ゴールデンイーグルス戦（Koboパーク宮城）において一軍初昇格を果たし、その試合で途中から三塁手の守備に就き、6回に回ってきた打席では、則本昂大からプロ初打席初ヒットを放った。10月19日、11月25日から台湾で開催される2017アジアウインターベースボールリーグにおいて、NPBウエスタン選抜に選出された。
2018年は一軍公式戦に出場することはできなかった。二軍公式戦には三塁手や遊撃手として起用され、87試合に出場し、3本塁打、19打点、打率.246を記録。11月4日、球団から翌年の支配下選手契約を結ばないことを通告され育成契約の打診があったが、これを断る。12月2日、自由契約公示された。

### ロッテ時代
2019年1月23日、千葉ロッテマリーンズに育成選手として入団することが発表された。背番号は124。
二軍では、3月16日の開幕戦で「9番・一塁手」として先発出場。開幕から4試合連続安打を記録するなど存在感を見せ、徐々に本職の遊撃手として起用されるようになっていった。前半戦で打率.282、4本塁打、29打点の成績を残し、フレッシュオールスターゲームにも出場。最終的には118試合に出場し、6本塁打、48打点、8盗塁、打率.271を記録した。12月25日に支配下選手として契約した。背番号は67。
2020年は、6月21日に故障で登録抹消された福田秀平に代わり、一軍昇格。25日の対オリックス・バファローズ戦で井上晴哉に代わって一塁の守備固めとして移籍後初出場を果たした。7月26日の対埼玉西武ライオンズ戦で「9番・遊撃手」として自身初の先発出場を経験するも、打撃が振るわず、9月23日に登録抹消された。10月6日、一軍選手複数名の新型コロナウイルス感染による「感染拡大防止特例2020」の代替指名選手として一軍再昇格。同日の対オリックス戦では藤岡裕大の代役として「9番・遊撃手」で先発出場した。
2021年は、春季キャンプ初日に右足の肉離れで戦線離脱。7月に入ってようやく二軍戦復帰を果たしたものの、シーズン最後まで一軍の試合に出場することはなかった。
2022年は、シーズン当初からイースタン・リーグで好成績を残し、6月19日時点で打率（.306）、打点（38）の2部門でリーグトップの成績を残した。6月21日に一軍昇格すると、7月23日の北海道日本ハムファイターズ戦（札幌ドーム）でプロ初打点を記録し、初のヒーローインタビューを経験。しかし、7月28日に新型コロナウイルスの感染が確認され、特例2022により登録抹消となる。その後、8月9日に再登録されると、8月12日の日ハム戦（ZOZOマリンスタジアム）でプロ初本塁打を記録した。シーズンを通して57試合に出場し、遊撃手での先発機会にも恵まれるなど飛躍のシーズンとなった。
2023年は、移籍後初のシーズン開幕を一軍で迎えた。4月14日、対オリックス戦（ZOZOマリンスタジアム）で「7番・一塁手」で先発出場し、WBCの日本代表選出投手同士（佐々木朗希・山本由伸）の公式戦初対決で注目が集まる試合で、0対0で迎えた4回裏、左前適時打で先制点を挙げ、チームの勝利に貢献した。

## 選手としての特徴・人物
投手時代は、最速145km/hのストレートとスライダー、カーブ、チェンジアップ、フォークを投げた。
野手としても50m走6.17秒、遠投110メートルの強肩も備える。
愛称は「チャー」。

## 詳細情報

### 年度別打撃成績
| 年 度     | 球 団        | 試 合 | 打 席 | 打 数 | 得 点 | 安 打 | 二 塁 打 | 三 塁 打 | 本 塁 打 | 塁 打 | 打 点 | 盗 塁 | 盗 塁 死 | 犠 打 | 犠 飛 | 四 球 | 敬 遠 | 死 球 | 三 振 | 併 殺 打 | 打 率 | 出 塁 率 | 長 打 率 | O P S |
| --------- | ------------ | ----- | ----- | ----- | ----- | ----- | -------- | -------- | -------- | ----- | ----- | ----- | -------- | ----- | ----- | ----- | ----- | ----- | ----- | -------- | ----- | -------- | -------- | ----- |
| 2017      | ソフトバンク | 1     | 2     | 2     | 0     | 1     | 0        | 0        | 0        | 1     | 0     | 0     | 0        | 0     | 0     | 0     | 0     | 0     | 0     | 0        | .500  | .500     | .500     | 1.000 |
| 2020      | ロッテ       | 31    | 17    | 16    | 1     | 1     | 0        | 0        | 0        | 1     | 0     | 1     | 0        | 1     | 0     | 0     | 0     | 0     | 6     | 0        | .063  | .063     | .063     | .125  |
| 2022      | ロッテ       | 57    | 156   | 137   | 17    | 34    | 5        | 1        | 1        | 44    | 9     | 1     | 3        | 4     | 0     | 12    | 0     | 3     | 33    | 3        | .248  | .322     | .321     | .644  |
| 2023      | ロッテ       | 79    | 187   | 169   | 18    | 48    | 6        | 1        | 0        | 56    | 9     | 2     | 0        | 4     | 1     | 11    | 0     | 2     | 26    | 2        | .284  | .333     | .331     | .665  |
| 2024      | ロッテ       | 88    | 76    | 72    | 5     | 12    | 1        | 0        | 0        | 13    | 4     | 0     | 0        | 2     | 1     | 1     | 0     | 0     | 18    | 1        | .167  | .176     | .181     | .356  |
| 通算：5年 | 通算：5年    | 256   | 438   | 396   | 41    | 96    | 12       | 2        | 1        | 115   | 22    | 4     | 3        | 11    | 2     | 24    | 0     | 5     | 83    | 6        | .242  | .293     | .290     | .583  |

- 2024年度シーズン終了時

### 年度別守備成績
| 年 度 | 球 団        | 一塁  | 一塁  | 一塁  | 一塁  | 一塁  | 一塁     | 二塁  | 二塁  | 二塁  | 二塁  | 二塁  | 二塁     | 三塁  | 三塁  | 三塁  | 三塁  | 三塁  | 三塁     | 遊撃  | 遊撃  | 遊撃  | 遊撃  | 遊撃  | 遊撃     |
| 年 度 | 球 団        | 試 合 | 刺 殺 | 補 殺 | 失 策 | 併 殺 | 守 備 率 | 試 合 | 刺 殺 | 補 殺 | 失 策 | 併 殺 | 守 備 率 | 試 合 | 刺 殺 | 補 殺 | 失 策 | 併 殺 | 守 備 率 | 試 合 | 刺 殺 | 補 殺 | 失 策 | 併 殺 | 守 備 率 |
| ----- | ------------ | ----- | ----- | ----- | ----- | ----- | -------- | ----- | ----- | ----- | ----- | ----- | -------- | ----- | ----- | ----- | ----- | ----- | -------- | ----- | ----- | ----- | ----- | ----- | -------- |
| 2017  | ソフトバンク | -     | -     | -     | -     | -     | -        | -     | -     | -     | -     | -     | -        | 1     | 1     | 0     | 0     | 0     | 1.000    | -     | -     | -     | -     | -     | -        |
| 2020  | ロッテ       | 4     | 3     | 0     | 0     | 0     | 1.000    | 3     | 0     | 4     | 0     | 0     | 1.000    | 2     | 0     | 0     | 1     | 0     | .000     | 21    | 11    | 15    | 0     | 6     | 1.000    |
| 2022  | ロッテ       | 2     | 1     | 0     | 0     | 0     | 1.000    | -     | -     | -     | -     | -     | -        | 7     | 4     | 10    | 0     | 0     | 1.000    | 52    | 72    | 115   | 3     | 25    | .984     |
| 2023  | ロッテ       | 45    | 234   | 15    | 2     | 18    | .992     | 10    | 14    | 11    | 0     | 4     | 1.000    | 11    | 0     | 8     | 0     | 0     | 1.000    | 17    | 23    | 44    | 0     | 8     | 1.000    |
| 2024  | ロッテ       | 58    | 118   | 8     | 2     | 9     | .984     | 4     | 2     | 3     | 0     | 0     | 1.000    | 1     | 0     | 0     | 0     | 0     | 1.000    | 27    | 19    | 36    | 0     | 10    | 1.000    |
| 通算  | 通算         | 109   | 356   | 23    | 4     | 27    | .989     | 17    | 16    | 18    | 0     | 4     | 1.000    | 22    | 5     | 18    | 1     | 0     | .958     | 117   | 125   | 210   | 3     | 49    | .991     |

- 2024年度シーズン終了時

### 記録
初記録
- 初出場：2017年10月8日、対東北楽天ゴールデンイーグルス25回戦（Koboパーク宮城）、4回裏に三塁手で出場[15]
- 初打席・初安打：同上、6回表に則本昂大から左前安打[15]
- 初先発出場：2020年7月26日、対埼玉西武ライオンズ11回戦（メットライフドーム）、「9番・遊撃手」で先発出場[36]
- 初盗塁：2020年8月4日、対オリックス・バファローズ7回戦（京セラドーム大阪）、10回表に二盗（投手：ブランドン・ディクソン、捕手：松井雅人）
- 初打点：2022年7月23日、対北海道日本ハムファイターズ13回戦（札幌ドーム）、4回表に西村天裕から左前2点適時打[37]
- 初本塁打：2022年8月12日、対北海道日本ハムファイターズ15回戦（ZOZOマリンスタジアム）、2回裏にコディ・ポンセから左越2ラン[38]

### 背番号
- 55（2016年 - 2018年）
- 124（2019年）
- 67（2020年 - ）

### 登場曲
- 「DANCE WITH ME NOW!」E-girls（2016年 - 2020年）
- 「START LINE」大原櫻子（2021年 - ）